# Prothom Alo
Prothom Alo (betekenis Eerste Licht) is een grote dagelijkse krant in Bangladesh. De krant wordt in de hoofdstad Dhaka gedrukt en verschijnt in het Bengaals.
De krant wordt uitgegeven door Matiur Rahman en verscheen voor het eerst op 4 november 1998. In 2009 kende de krant een oplage van 435.000. De eigenaar van Prothom Alo is de Transcom Group. De krant komt van de persen in broadsheet.